# École professorale de Paris
 (mai 2018).
Si vous disposez d'ouvrages ou d'articles de référence ou si vous connaissez des sites web de qualité traitant du thème abordé ici, merci de compléter l'article en donnant les références utiles à sa vérifiabilité et en les liant à la section « Notes et références ».
L’École professorale de Paris est une école privée destinée à la formation des professeurs de l’enseignement secondaire et des classes préparatoires, fondée en 2016. Elle a la forme juridique d'une association loi de 1901 sous le nom « association de gestion de l’École professorale de Paris ».
Elle est située dans les locaux du lycée Saint-Jean-de-Passy, à Paris.

## Historique
En décembre 2014 est créée la « Fondation Lettres et Sciences », abritée par la Fondation pour l'école, qui a pour but de susciter la création d’une école professorale destinée à la formation des professeurs du secondaire et des classes préparatoires, et de la financer.
L’École professorale de Paris est créée en 2016 à l’initiative de Philippe Nemo, philosophe et président de la « Fondation Lettres et Sciences » et de six universitaires : Hubert Aupetit, Chantal Delsol, Jean-Noël Dumont, Laurent Lafforgue, Alain Lanavère et Bernard Valade. 
Elle reçoit le soutien d’Anne Coffinier ainsi que de la Fondation pour l'école. 

## Buts et organisation pédagogiques
L'accès à l’école se fait par concours ou examen à Bac + 2. Les étudiants doivent suivre en parallèle des études en université, afin d’acquérir les diplômes leur permettant de se présenter aux concours publics de recrutement de professeurs, CAPES-CAFEP et agrégations. L’école propose une préparation intensive à ces concours.
L’école admet aussi des étudiants en auditeurs libres. Outre la formation initiale, l’École propose des formations continues pour les professeurs en exercice et pour les professionnels désirant se reconvertir aux métiers de l’enseignement, notamment des ingénieurs voulant se consacrer à l’enseignement des mathématiques. 
L’École professorale de Paris et ses élèves reviennent aux méthodes traditionnelles d’enseignement : primauté du cours magistral, apprentissage méthodique des savoirs, contrôle régulier des connaissances, notes et classements.
L’École professorale de Paris enseigne cinq disciplines : 
- Philosophie ;
- Lettres classiques et modernes ;
- Histoire-géographie ;
- Mathématiques ;
- Économie et Sciences économiques et sociales (ouverte en septembre 2018).

## Professeurs
L’école compte notamment parmi ses professeurs :
- en mathématiques : Laurent Lafforgue, lauréat de la médaille Fields[3]
- en économie : Jean-Marc Daniel et Jean-Louis Mucchielli
- en sociologie : Bernard Valade
- en lettres : Hubert Aupetit, Alain Lanavère
- en philosophie : Philippe Nemo, Thierry-Dominique Humbrecht et Christian Jambet

En 2017-2018, l’école comptait une vingtaine de professeurs pour 57 élèves

## Publications
- Philippe Nemo (dir.), Quel Lycée au XXIe siècle ?  (manifeste pédagogique de l'École professorale de Paris), De Boeck Supérieur, 2017[9]

Cours dispensés à l'École professorale de Paris et publiés en livres :
- Laurent Lafforgue, Géométrie plane et algèbre, Hermann, mars 2018[10].
- Benoît Rittaud, Newton implique Kepler, Méthodes géométriques élémentaires pour l'enseignement supérieur en mathématiques, Ellipses, décembre 2017[11].